# Manuel Arce y Ochotorena
Manuel Arce y Ochotorena, né le 18 août 1879 à Ororbia près de Pampelune, Espagne et mort le 16 septembre 1948 à Tarragone, est un cardinal espagnol de l'Église catholique du XXe siècle, nommé par le pape Pie XII.

## Biographie
Manuel Arce y Ochotorena est professeur au séminaire de Pampelune et y est chanoine et vicaire général.
En 1929 il est élu évêque de Zamora. Il est transféré au diocèse d'Oviedo en 1938 et promu archevêque de Tarragone en 1944.
Le pape Pie XII le nomme cardinal lors du consistoire du 18 février 1946.